# Magda Bandera
Magdalena Bandera Conejo (San Baudilio de Llobregat, 8 de diciembre de 1970) conocida como Magda Bandera es una periodista y escritora española. Ha sido coordinadora editorial de la revista La Marea desde su fundación en 2012, y su directora desde 2015. Es licenciada en Periodismo por la Universidad Autónoma de Barcelona y realizó un posgrado en Periodismo Digital por la Universidad Abierta de Cataluña (UOC.)

## Trayectoria profesional
Inició su carrera en La Vanguardia y, posteriormente, trabajó como reportera para El Periódico de Catalunya, Marie Claire y Playboy. Ha sido colaboradora en diversos programas de TV3, La Sexta, Paramount Comedy y Ona Catalana, entre 1996 y 2007.
En 2007, ocupó un cargo en la redacción de Sociedad del periódico Público, dirigido por Ignacio Escolar. Entre 2008 y 2010 es redactora de Cultura y jefa de sección de Actualidad. Impulsa el Decálogo para informar sobre violencia de género y su Manual de redacción. Coordina la sección Femenino Plural sobre igualdad y feminismo. Entre 2010 y 2012 es redactora en la delegación de Cataluña.
Tras el cierre de la empresa editora del periódico Público se inicia una subasta en mayo de 2012 para la adjudicación de la cabecera. Un grupo de extrabajadores, entre los que se encuentra Bandera, intentan adquirir el rotativo. Al no hacerse con la cabecera, pese a conseguir un importante apoyo en la campaña de crowdfunding que organizaron mediante la plataforma Verkami, deciden formar una cooperativa de lectores y trabajadores, formalmente constituida el 8 de julio, bajo el nombre de MÁSPúblico. A partir de diciembre de 2012, este periódico pasa a denominarse La Marea, y se publicó el primer número en papel el 21 de diciembre de 2012. Desde sus inicios, Bandera ha desempeñado la labor de coordinadora editorial y, desde 2015, la dirección de la publicación.

## Publicaciones
- 39 veces la primera vez. Plaza & Janés, Colección de Bolsillo. Barcelona, 1999. ISBN 978-8484506980.
- Lo del amor es un cuento (antología de relatos). Ópera prima, 1999. ISBN 978-8489460911.
- El síndrome de mi Estocolmo. Plaza & Janés, Colección de Bolsillo. Barcelona, 1999. ISBN 978-8401540868.[5]
- Haciendo Aguas. Plaza & Janés, Colección de Bolsillo. Barcelona, 2000. ISBN 978-8484505235.
- 33 tristes traumas. Plaza & Janés. Barcelona, 2001. ISBN 978-8401377297.
- Lavapiés (antología de relatos). Ópera prima, 2001.
- Turbadisimos: cuarenta personas charlan sobre masturbación y las cosas del quererse a uno mismo. Martínez Roca, 2002. ISBN 978-8427028869
- Hijos de guerra: la vida cuando callan las bombas y los micrófonos. Plaza & Janés, Colección de Bolsillo. Barcelona, 2002. ISBN 978-8484509790.[6]
- No a la guerra (coautora). RBA, Ara llibres, 2003.[7]
- 30. Que la vida iba en serio. Martínez Roca, 2003.
- Custodia compartida. Arcopress, 2005. ISBN 978-8493376987
- No somos estúpidos/No som estúpids (junto a Mònica Artigas). Arcopress y Edicions 62, 2006.